# Maryang-myeon
Maryang-myeon (koreanska: 마량면, 馬良面) är en socken i den södra delen av Sydkorea, 345 km söder om huvudstaden Seoul. Den ligger i kommunen Gangjin-gun i provinsen Södra Jeolla.